# ديفيد أندرسون (سياسي كندي)
ديفيد أندرسون هو سياسي كندي، ولد في 15 أغسطس 1957 في كندا. حزبياً، نشط في حزب المحافظين الكندي.

## مناصب
- في 2004 Canadian federal election [الإنجليزية]‏، انتخب عضو مجلس العموم الكندي عن دائرة Cypress Hills—Grasslands [الإنجليزية]‏ وقد انضم خلال فترته النيابية [الإنجليزية]‏ (28 يونيو 2004 – 22 يناير 2006)  للكتلة البرلمانية حزب المحافظين الكندي.
- في الانتخابات الاتحادية الكندية 2006 [الإنجليزية]‏، انتخب عضو مجلس العموم الكندي عن دائرة Cypress Hills—Grasslands [الإنجليزية]‏ وقد انضم خلال فترته النيابية [الإنجليزية]‏ (23 يناير 2006 – 13 أكتوبر 2008)  للكتلة البرلمانية حزب المحافظين الكندي.
- في الانتخابات الاتحادية الكندية 2008 [الإنجليزية]‏، انتخب عضو مجلس العموم الكندي عن دائرة Cypress Hills—Grasslands [الإنجليزية]‏ وقد انضم خلال فترته النيابية [الإنجليزية]‏ (14 أكتوبر 2008 – 1 مايو 2011)  للكتلة البرلمانية حزب المحافظين الكندي.
- في الانتخابات الاتحادية الكندية 2011 [الإنجليزية]‏، انتخب عضو مجلس العموم الكندي عن دائرة Cypress Hills—Grasslands [الإنجليزية]‏ وقد انضم خلال فترته النيابية [الإنجليزية]‏ (2 مايو 2011 – 18 أكتوبر 2015)  للكتلة البرلمانية حزب المحافظين الكندي.
- في الانتخابات الفيدرالية الكندية 2015، انتخب عضو مجلس العموم الكندي عن دائرة Cypress Hills—Grasslands [الإنجليزية]‏ وقد انضم خلال فترته النيابية [الإنجليزية]‏ (19 أكتوبر 2015 – )  للكتلة البرلمانية حزب المحافظين الكندي.
- انتخب وزير الزراعة والأغذية الزراعية (كندا) (15 سبتمبر 2016 – ).
- في 2000 Canadian federal election [الإنجليزية]‏، انتخب عضو مجلس العموم الكندي عن دائرة Cypress Hills—Grasslands [الإنجليزية]‏ وقد انضم خلال فترته النيابية [الإنجليزية]‏ ( – 27 يونيو 2004)  للكتلة البرلمانية Canadian Alliance [الإنجليزية]‏.

## وصلات خارجية
- الموقع الرسمي